# Richard Knill Freeman
Richard Knill Freeman (1840, Stepney, Londres – 24 de juny de 1904) era un arquitecte anglès que va començar la seva carrera a Derby i després es va traslladar a Bolton, Lancashire durant els anys 1860. El seu treball, que d'estil gòtic victorià i recorda el Decorated Period de l'arquitectura medieval posterior, es pot veure en unes quantes ciutats i ciutats a través del nord d'Anglaterra. Va fer en total aproximadament 140 edificis, dels quals al voltant de la meitat sobreviu en un estat acceptable.
Freeman va esdevenir membre de la Manchester Society of Architects i president d'aquesta entre el 1890 i 1891.

## Carrera
El treball de Freeman incloïa esglésies noves, restauracions, altres edificis religiosos (oficines, cases, etc.), escoles, cases, museus, edificis municipals i hospitals. Va dissenyar ampliacions per al Southport Pier i el "Indian Pavilion" per al Moll Nord de Blackpool el 1874. El disseny del Derby Museum and Art Gallery, va ser un regal a Derby encarregat per Michael Thomas Bass, va ser completat el 1876.
El 1882 guanyava la primera competició per l'ampliació del Museum of Science and Art, Dublin amb un disseny "quadrangular en forma, amb cobertes mansardes". En aquest espai s'hi va ubicar la col·lecció de l'Acadèmia Irlandesa Reial; però hi va haver una forta controvèrsia, ja que cap arquitecte Irlandès no havia estat nominat al concurs conduint a una segona competició el 1883, que va ser guanyada per Thomas Newenham Deane i el seu fill.
El 1878 Freeman se'l va seleccionar per dissenyar l'St. Andrew's Anglican Church a Moscou, Rússia. Responent al creixement de la comunitat britànica de Moscou. Els responsables de l'església desitjaven que el temple fos dissenyat per un arquitecte anglès, i Freeman va respondre a la demanda presentant uns plànols d'una "església anglesa típica de l'estil gòtic victorià". L'església es va completar en 1884.
El 1887 Freeman va treballar dissenyant en una casa en Bryerswood, Far Sawrey, va delegar la feina de supervisar la construcció al seu assistent, Dan Gibson. El dissenyador de jardí britànic Thomas Hayton Mawson va ser contractat per treballar en el jardí de la mateixa casa. Aquest grup de treballar va treballar en les mateixes feines a Graythwaite Hall, Newby Bridge. Gibson i Mawson van participar en una associació breu després d'aquestes feines.
Freeman va completar la Holy Trinity Church a Blackpool el 1895, així mateix finalitzava al mateix any la construcció de l'església St Lawrence a Barton, Preston. També construïa l'Església de St. Margaret a Hollingwood, la restauració funcional per a l'església de Worsley, i dissenyava un hospital.
El seu fill, Frank Richard Freeman (1870–1934), era també un arquitecte. Va continuar l'estil del seu pare i va construir unes quantes esglésies similars a les del seu pare.